# Buddha Dal
Buddha Dal est une branche des soldats du sikhisme dénommés Nihangs, regroupés sous le terme rassembleur de l'Akali, terme plus ancien. Le Buddha Dal est l'armée sikhe fondée en 1734 par Nawab Kapur Singh. Le Taruna Dal, l'armée des jeunes, existaient avant avec le Buddha Dal. Ces deux groupes sont devenus ensuite des divisions du Dal Khalsa, armée établie en 1745; elle a lutté pour protéger les sikhs, leur foi et leurs temples. Des divisions multiples ont alors été établies portant le nom de jathedars. Dans les temps de paix, ces forces armées avaient un rôle de missionnaires afin de propager la fraternité du Khalsa. Aujourd'hui une trentaine de temples d'importance, des gurdwaras, sont sous la protection d'un mouvement dénommé Shrimona Panth Akali Dal Buddha.